# Himachalia formosana
Himachalia formosana är en fjärilsart som beskrevs av Márton Hreblay och Ronkay 1998. Himachalia formosana ingår i släktet Himachalia och familjen nattflyn. Inga underarter finns listade i Catalogue of Life.